# Rodolfo Pizarro
Rodolfo Pizarro (* 15. Februar 1994 in Tampico) ist ein mexikanischer Fußballspieler, der vorwiegend im Mittelfeld agiert.

## Laufbahn

### Verein
Seine ersten Profijahre verbrachte Pizarro beim CF Pachuca, mit dem er in der Clausura 2016, die mexikanische Fußballmeisterschaft, gewann.
In der Winterpause der Saison 2016/17 wechselte Pizarro zum Ligarivalen Deportivo Guadalajara. Mit dem Verein gewann er in der Clausura 2017 einen weiteren Meistertitel sowie den Pokalwettbewerb sowie im darauffolgenden Jahr die CONCACAF Champions League 2018. In eineinhalb Jahren erzielte er in 45 Ligaspielen 14 Tore.
Zur Saison 2018/19 wechselte Pizarro zum CF Monterrey. Dort gewann er die Apertura 2019 und die CONCACAF Champions League 2019.
Mitte Februar 2020 wechselte Pizarro zu Inter Miami in die Major League Soccer. Er unterschrieb beim neuen Franchise aus Miami, Florida einen Vertrag als Designated Player. Am 2. Spieltag erzielte Pizarro bei der 1:2-Niederlage gegen D.C. United das erste Tor der Franchise-Geschichte.
Im Juli 2023 wechselte er zu AEK Athen.

### Nationalmannschaft
Bereits am 29. Januar 2014, also noch zweieinhalb Wochen vor Vollendung seines zwanzigsten Lebensjahres, absolvierte Pizarro in einem Testspiel gegen Südkorea (4:0) seinen ersten Einsatz für die mexikanische A-Nationalmannschaft. Sein erstes Länderspieltor erzielte er in einem am 10. Februar 2016 ausgetragenen Testspiel gegen Senegal, das 2:0 gewonnen wurde.
2016 gehörte Pizarro zum Aufgebot der mexikanischen U-23-Auswahl, die Mexiko beim olympischen Fußballturnier vertrat.

## Erfolge
- CONCACAF-Champions-League-Sieger: 2018 (Deportivo Guadalajara), 2019 (CF Monterrey)
- Mexikanischer Meister: Clausura 2016 (CF Pachuca), Clausura 2017 (Deportivo Guadalajara), Apertura 2019 (CF Monterrey)
- Mexikanischer Pokalsieger: Clausura 2017 (Deportivo Guadalajara)
- CONCACAF Gold Cup: 2019